# Berner Tramway-Gesellschaft (1888)
Die Berner Tramway-Gesellschaft, abgekürzt BT, oft auch BTG, nicht zu verwechseln mit der gleichnamigen Neugründung von 2001, war ein privatrechtlich organisiertes Verkehrsunternehmen in der schweizerischen Bundesstadt Bern. Eine Strecke bediente auch die Nachbargemeinde Köniz. 

## Geschichte
Die Berner Tramway-Gesellschaft wurde 1888 gegründet und erhielt am 18. Juli 1889 von der Schweizerischen Bundesversammlung eine auf 80 Jahre ausgestellte Konzession für den Betrieb der Städtischen Tramlinien in Bern. Die erste Linie ging am 1. Oktober 1890 in Betrieb. Sie führte vom Bärengraben über den Bubenbergplatz beim Bahnhof zum Bremgartenfriedhof und wurde mit Drucklufttriebwagen befahren. Das System wurde gewählt, um den Bau von Fahrleitungen zu vermeiden. 1894 kam eine zweite als Dampfstrassenbahn betriebene Strecke Länggasse–Bahnhof–Grosswabern hinzu. Die Emissionen der Dampfwagen führten aber zu vielen Klagen – es war das erste Mal, dass in der Schweiz in einer Innenstadt eine Dampfstrassenbahn zur Anwendung kam. Die Berner Tramway-Gesellschaft war auch mit der Betriebsführung der 1898 eröffneten Bahnstrecke Bern–Gümligen–Worb Dorf beauftragt worden.
Durch einen Volksentscheid beschloss die Stadt Bern die Strassenbahngesellschaft zurückzukaufen und die Linien auf elektrischen Betrieb mit Oberleitung umzustellen. Mit Kaufvertrag vom 6. Juni 1898 übernahm die Stadt Bern per 1. Januar 1900 die Konzession sowie Aktiven und Passiven des Unternehmens. Die für das Tram zuständige Dienstabteilung nannte sich zu Beginn Städtische Strassenbahnen Bern (SSB). Ab 1. Januar 1904 ging die Bern-Muri-Gümligen-Worb-Bahn (BMGWB), zum Selbstbetrieb über.